# Arboga (gemeente)
Arboga is een Zweedse gemeente in Västmanland en Närke. De gemeente behoort tot de provincie Västmanlands län. Ze heeft een totale oppervlakte van 421,7 km² en telde 13.406 inwoners in 2004. De stad zelf heeft 10.314 inwoners.

## Plaatsen
- Arboga (stad)
- Götlunda
- Medåker
- Lunger + Södra Lunger